# Justin Gray
Justin Gray (n. Tampa, Florida); 15 de diciembre de 1995) es un jugador de baloncesto estadounidense con nacionalidad de las Islas Vírgenes. Con 1,98 metros de altura juega en la posición de alero. Actualmente forma parte de la plantilla del Pallacanestro Varese  de la Lega Basket Serie A. Es internacional por la selección de baloncesto de Islas Vírgenes Estadounidenses.

## Trayectoria
Es un jugador natural de Tampa, Florida, formado en la Berkeley Preparatory School de su ciudad natal, antes de ingresar en 2014 en la Universidad Tecnológica de Texas en Lubbock, Texas, donde jugaría cuatro temporadas la NCAA con los Texas Tech Red Raiders desde 2014 a 2018. 
Tras no ser drafteado en 2018, firma por el Bristol Academy Flyers de la British Basketball League.
En la temporada 2019-20, firma por el KB Rahoveci de la Superliga de baloncesto de Kosovo.
En la temporada 2020-21, se compromete con el CAB Madeira de la Liga Portuguesa de Basquetebol.
En la temporada 2021-22, firma por el Spójnia Stargard de la PLK polaca.
El 4 de octubre de 2022, firma con Lavrio B.C. de la A1 Ethniki.
El 12 de junio de 2023, firma por el Brose Bamberg de la Basketball Bundesliga.
El 1 de julio de 2024 fichó por el  Pallacanestro Varese  de la Lega Basket Serie A italiana.

### Selección nacional
Como miembro de la selección de baloncesto de Islas Vírgenes Estadounidenses jugó la Copa FIBA Américas de 2017.